# Fiestas Lustrales en honor al Cristo de la Misericordia
Las Fiestas Lustrales en honor al Santísimo Cristo de la Misericordia es una festividad popular tradicional que tiene lugar cada lustro, en la Villa de Garachico al norte de la isla de Tenerife (Islas Canarias, España), entre los meses de julio y agosto, siendo la última celebración en el año 2025 y siendo la próxima en 2030. Destacan porque son las únicas Fiestas Lustrales que se celebran en Tenerife.

## Historia
El municipio de Garachico conmemora de esta forma, cada cinco años, la "Exaltación a la Erupción volcánica de 1706", un evento histórico que hace alusión al 5 de mayo de 1706 cuando una erupción del volcán de Trevejo reventó y arrasó con el antiguo puerto de Garachico, así como con la iglesia parroquial, el convento de San Francisco, el monasterio de Santa Clara y toda la calle donde se erigían las mejores joyas arquitectónicas de la Villa.
La imagen del Cristo de la Misericordia fue sacada en procesión y la erupción paró milagrosamente ante el asombro de los allí presentes. Desde ese momento el municipio de Garachico celebra cada cinco años este evento histórico en torno al Santísimo Cristo, que es venerado en la Parroquia de Santa Ana.

## Actos principales
Los días más importantes son entre el 22 de julio y el 16 de agosto. A principios de agosto tiene lugar la procesión en honor al Santísimo Cristo de la Micericordia, una imagen que data de 1547 que fue realizada en pasta de millo por los indios tarascos de Michoacán de México, y a la que se rinde culto conjuntamente, desde 1948, con el recuerdo de la erupción volcánica aprovechando las condiciones de la época estival. También importantes en esta fiesta son los "Fuegos del Risco" que recrean la referida erupción volcánica de 1706. 